# Modular Integrated Communications Helmet

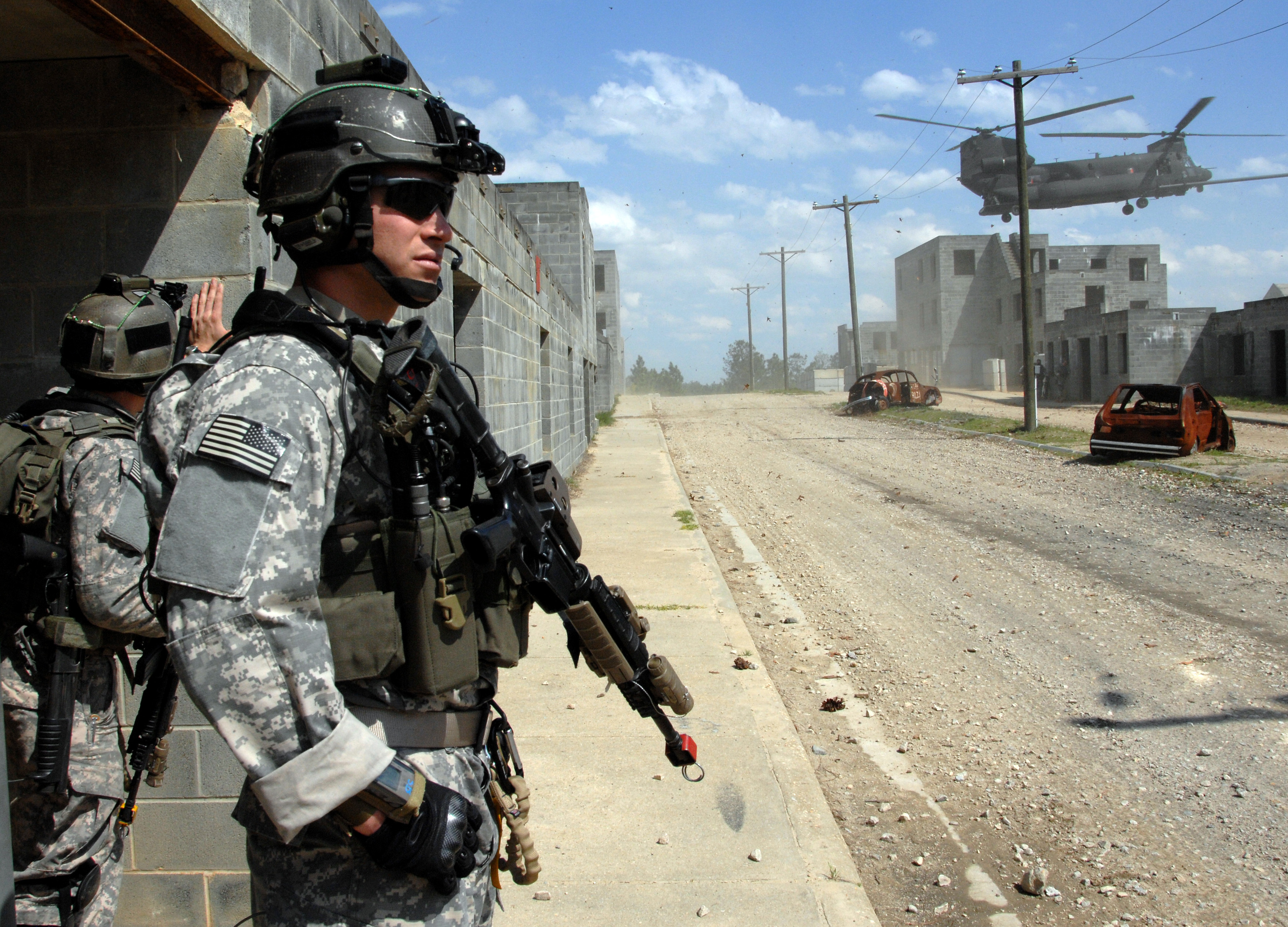
Żołnierze 75th Ranger Regiment w hełmach MICH

Modular Integrated Communications Helmet (MICH) – hełm kompozytowy przeznaczony dla sił specjalnych. Wzorując się na MICH opracowano nowy hełm dla US Army – Advanced Combat Helmet (ACH).
Hełm MICH opracowano jako następcę hełmu PASGT w jednostkach United States Army Special Operations Command (USASOC). Po czterech latach testów przyjęto go w styczniu 2001 roku.

## Konstrukcja
Hełm posiada czteropunktowe zawieszenie. Ponadto zastosowano piankowe ochraniacze, które pochłaniają wstrząsy. Kevlar zastosowany w MICH jest inny od tego z PASGT. Chroni nie tylko przed odłamkami, ale też przed pociskami pistoletowymi kal. 9 mm. Kształt czerepu został zaprojektowany tak, aby współpracował ze zestawami słuchawkowymi. Ponadto w przeciwieństwie do hełmu PASGT podczas leżenia hełm nie spada użytkownikowi na oczy. Waga hełmu wynosi ok. 1,36 kg bez dodatkowych akcesoriów.
Hełm może służyć jednostkom powietrznodesantowym – przy skoku hełm nie wymaga mocowania dodatkowych akcesoriów, w przeciwieństwie do starszych hełmów amerykańskich.